# Pyrinia megara
Pyrinia megara är en fjärilsart som beskrevs av Druce 1892. Pyrinia megara ingår i släktet Pyrinia och familjen mätare. Inga underarter finns listade.